# Edward Brown

Frontespizio illustrato della versione olandese di Brief account of some travels in Hungaria, Servia, Bulgaria, Macedonia, Thessaly, Austria, Styria, Carinthia, and Friuli, 1696

Edward Brown (o Browne) (Norwich, 1644 – Northfleet, 1708) è stato un viaggiatore britannico.

## Biografia
Edward Brown studiò medicina a Cambridge. I suoi interessi spaziarono dalla botanica alla letteratura e alla teologia. Visse a Londra e viaggiò in Europa per visitare musei, chiese e biblioteche. Probabilmente imparò il greco a Vienna. Rientrato in Inghilterra pubblicò i resoconti dei suoi viaggi.